# Gaël Levécque
Gaël Levécque (ur. 23 listopada 1994) – francuski lekkoatleta specjalizujący się w skoku wzwyż.
W 2011 został mistrzem świata juniorów młodszych.
Rekord życiowy: 2,15 (17 lipca 2011, Dreux). 

## Osiągnięcia
| Rok  | Impreza                               | Miejsce         | Pozycja    | Wynik |
| ---- | ------------------------------------- | --------------- | ---------- | ----- |
| 2011 | Mistrzostwa świata juniorów młodszych | Lille Metropole | 1. miejsce | 2,13  |